# Петухов Михайло Серафимович
Михайло Серафимович Петухов (1933 — 16 січня 2013) — український яхтсмен з Одеси.
У 1947 році прийшов у вітрильний спорт, не раз ставав переможцем і призером багатьох міжнародних регат.
У 2003 році, в 70 років на своїй яхті «Альціона» здійснив вітрильний перехід навколо Європи, прибувши до Санкт-Петербурга в день 300-річчя міста.